# ریک باتالیا
ریک باتالیا (انگلیسی: Rik Battaglia؛ زادهٔ ۱۸ فوریهٔ ۱۹۲۷) بازیگر بازنشستهٔ اهل ایتالیا است.

## فیلم‌شناسی

### سینما
- یورش بزرگ (۱۹۷۸)
- خواهر امانوئل (۱۹۷۷)
- مانایا (۱۹۷۷)
- امانوئل زرد (۱۹۷۶)
- آنی (۱۹۷۶)
- یک نابغه، دو شریک و یک ساده‌دل (۱۹۷۵)
- کانتربری شماره ۲ – داستان‌های عاشقانه جدید سده چهاردهم (۱۹۷۳)
- آوای وحش (۱۹۷۲)
- سرت را بدزد، احمق! (۱۹۷۱)
- جایی در جهنم به تو خواهم داد (۱۹۶۷)
- ساندوکان کبیر (۱۹۶۳)
- سدوم و گموراه (۱۹۶۲)
- استر و شاه (۱۹۶۰)
- دختر رودخانه (۱۹۵۴)
- صلیبیون توانا (۱۹۵۸)

### تلویزیون
- جزیره اسرارآمیز (۱۹۷۳)